# 香扎寺
香扎寺，位于中国青海省河南县柯生乡，为第八批青海省文物保护单位，公布日期为2008年4月10日，类型为古建筑。
香扎寺的历史年代为清。